# Cristiano IV del Palatinato-Zweibrücken
Cristiano IV del Palatinato-Zweibrücken (Bischweiler, 6 settembre 1722 – Herschweiler-Pettersheim, 5 novembre 1775) fu duca di Zweibrücken dal 1735 al 1775.

## Biografia

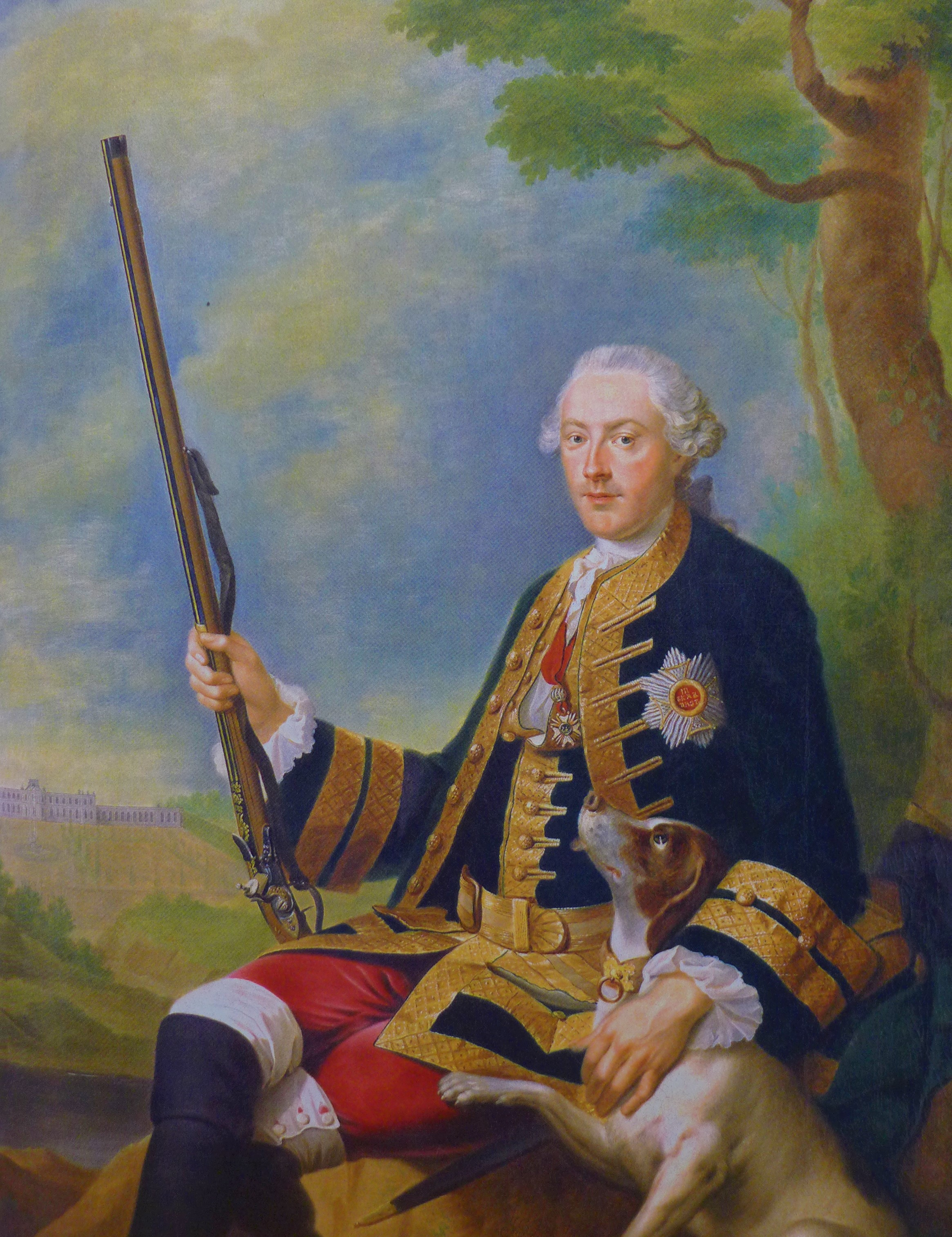
Cristiano di Zweibrücken ritratto da Johann Georg Ziesenis durante una battuta di caccia, 1757.

Cristiano IV era figlio di Cristiano III del Palatinato-Zweibrücken e di sua moglie, Carolina di Nassau-Saarbrücken.
Dopo aver ereditato il trono alla morte del padre nel 1735, il tredicenne Cristiano IV rimase sotto tutela della madre sino al raggiungimento della sua maggiore età (22 novembre 1740). Nel 1737-1739, Cristiano IV insieme al fratello minore Federico Michele, si portò a studiare presso l'Università di Leida e sino al luglio del 1740 venne ospitato presso la corte reale francese di Luigi XV dove si guadagnò l'amicizia personale del sovrano e della sua favorita, la marchesa di Pompadour che gli consentirono di alloggiare al Petit Trianon dove, su consiglio dello stesso duca, venne piantato un filare di pioppi. Tornato in patria il 20 luglio del 1740, prese il controllo del Palatinato-Zweibrücken e come prima azione organizzò a tavolino il matrimonio tra sua sorella Enrichetta Carolina col langravio Luigi IX d'Assia-Darmstadt.
Su insistenza del suo mecenate, re Luigi XV di Francia, Cristiano IV si convertì al cattolicesimo nel 1758, occupandosi poi anche dell'educazione dei suoi due nipoti, Carlo e Massimiliano Giuseppe, poiché suo fratello Federico non aveva fatto ritorno in patria dopo la guerra dei sette anni, preferendo rimanere al servizio dell'Austria. In politica estera, il principe rimase fortemente legato alla Francia, seguendola nelle guerre della Rivoluzione americana (ove appoggiò i coloni in rivolta) e nella successiva guerra d'indipendenza americana, giungendo ad organizzare un reggimento per sostenere gli americani, ponendolo sotto il comando del suo primogenito, Cristiano. Questo reggimento svolse un ruolo importante nella sconfitta delle forze britanniche nella battaglia di Yorktown.
In termini economici e di politica interna, per contro, il regno di Cristiano IV non portò ai successi sperati, lasciando il bilancio del paese gravato da enormi debiti. Per saldare i debiti contratti, su consiglio di Christian Ludwig Hautt, il duca (sul modello di quanto accadeva contemporaneamente nello Stato Pontificio) indisse delle lotterie con le quali non solo riuscì in parte a risollevare le finanze di stato, ma costruì anche il borgo ducale di Zweibrücken dove, nel 1755, riuscì ad istituire anche una scuola di cavalleria con una nota scuderia. L'edificio venne realizzato su consiglio dell'amico Marc-René de Voyer d'Argenson, che lo indirizzò verso l'architetto francese Jacques Hardouin-Mansart de Sagonne come progettista. Questi divenne nominato sovrintendente degli edifici locali, mentre Pierre Patte venne nominato poi primo architetto. Quest'ultimo venne incaricato di costruire il castello di Jägersburg, vicino a Hombourg (Sarre), su progetto di Mansart de Sagonne e nelle forme del Grand Trianon. Affidò la realizzazione dei giardini all'architetto paesaggista Johann Ludwig Petri.
Cristiano IV fu un notevole mecenate delle arti e delle scienze, appassionandosi in particolare alla pittura francese. Anche nella realizzazione dei progetti architettonici che contraddistinsero il suo regno, si servì di architetti francesi. Presso la sua corte lavorarono il pittore Johann Christian von Manlich, il pittore e drammaturgo Friedrich Müller e Nicolas Appert, inventore del cibo in scatola e del latte condensato. Il duca era inoltre molto appassionato di alchimia. Investì molte sostanze nella creazione di una manifattura di porcellana a Zweibrücken.
Cristiano IV morì in un incidente di caccia, sport che praticava di frequente, presso la sua tenuta al castello di Pettersheim. Malgrado ciò il diarista Johann Christian von Mannlich descrisse nelle sue memorie quelli che sono risultati essere i sintomi di una polmonite che, probabilmente trascurata, finì per uccidere il duca.
Alla sua morte, gli succedette come duca di Zweibrücken, il nipote Carlo.

## Matrimonio e figli

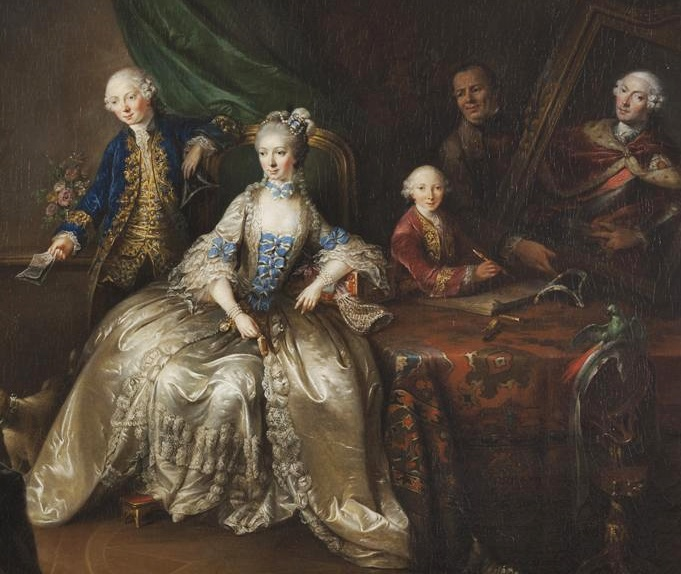
Marianna, contessa di Forbach (1734–1807) ed i suoi figli: Cristiano (a sinistra) e Guglielmo (a destra). All'estrema destra del dipinto si trova un servo che tiene tra le mani un ritratto di Cristiano IV del Palatinato-Zweibrücken. Dipinto di Johann Christian von Mannlich, 1764

Nel 1751 sposò morganaticamente la giovane ballerina francese Maria Johanna Camasse (creata contessa di Forbach nel 1757). La coppia ebbe sei figli, che però non poterono succedere al trono del padre a causa della natura morganatica del matrimonio dei loro genitori:
- Cristiano, barone di Forbach, marchese di Deux-Ponts (1752-1817);
- Filippo Guglielmo (poi rinominato Guglielmo), barone di Forbach, visconte di Deux-Ponts (1754-1807);
- Maria Anna Carolina (1756-1806);
- Carlo Ludovico (1759-63);
- Elisabetta Augusta Federica (1766-1836);
- Giulio Augusto Massimiliano (1771-73).

## Antenati
|                                                    |                                      |                                               | Genitori                                             |  |  | Nonni |  |  | Bisnonni                                          |  |  | Trisnonni                         |  |
|                                                    |                                      |                                               |                                                      |  |  |       |  |  | Cristiano I del Palatinato-Birkenfeld-Bischweiler |  |  | Carlo I del Palatinato-Birkendelf |  |
|                                                    |                                      |                                               |                                                      |  |  |       |  |  | Cristiano I del Palatinato-Birkenfeld-Bischweiler |  |  | Carlo I del Palatinato-Birkendelf |  |
|                                                    |                                      | Dorotea di Braunschweig-Luneburg              |                                                      |  |  |       |  |  | Cristiano I del Palatinato-Birkenfeld-Bischweiler |  |  |                                   |  |
| Cristiano II del Palatinato-Zweibrücken-Birkenfeld |                                      |                                               |                                                      |  |  |       |  |  | Cristiano I del Palatinato-Birkenfeld-Bischweiler |  |  |                                   |  |
|                                                    |                                      | Maddalena Caterina del Palatinato-Zweibrücken | Giovanni II del Palatinato-Zweibrücken               |  |  |       |  |  |                                                   |  |  |                                   |  |
|                                                    |                                      | Maddalena Caterina del Palatinato-Zweibrücken | Giovanni II del Palatinato-Zweibrücken               |  |  |       |  |  |                                                   |  |  |                                   |  |
|                                                    |                                      | Maddalena Caterina del Palatinato-Zweibrücken | Catherine de Rohan                                   |  |  |       |  |  |                                                   |  |  |                                   |  |
| Cristiano III del Palatinato-Zweibrücken           |                                      | Maddalena Caterina del Palatinato-Zweibrücken |                                                      |  |  |       |  |  |                                                   |  |  |                                   |  |
|                                                    |                                      | Giovanni Giacomo di Rappoltstein              | Giorgio Federico di Rappoltstein-Hohenack-Geroldseck |  |  |       |  |  |                                                   |  |  |                                   |  |
|                                                    |                                      | Giovanni Giacomo di Rappoltstein              | Giorgio Federico di Rappoltstein-Hohenack-Geroldseck |  |  |       |  |  |                                                   |  |  |                                   |  |
|                                                    |                                      | Giovanni Giacomo di Rappoltstein              | Anna di Salm-Kyrburg                                 |  |  |       |  |  |                                                   |  |  |                                   |  |
| Caterina Agata di Rappoltstein                     |                                      | Giovanni Giacomo di Rappoltstein              |                                                      |  |  |       |  |  |                                                   |  |  |                                   |  |
|                                                    |                                      | Anna Claudia di Salm-Kyrburg                  | Giovanni Casimiro di Salm-Kyrburg                    |  |  |       |  |  |                                                   |  |  |                                   |  |
|                                                    |                                      | Anna Claudia di Salm-Kyrburg                  | Giovanni Casimiro di Salm-Kyrburg                    |  |  |       |  |  |                                                   |  |  |                                   |  |
|                                                    |                                      | Anna Claudia di Salm-Kyrburg                  | Dorotea di Solms-Laubach                             |  |  |       |  |  |                                                   |  |  |                                   |  |
| Cristiano IV del Palatinato-Zweibrücken            |                                      | Anna Claudia di Salm-Kyrburg                  |                                                      |  |  |       |  |  |                                                   |  |  |                                   |  |
|                                                    | Gustavo Adolfo di Nassau-Saarbrücken | Guglielmo Luigi di Nassau-Saarbrücken         |                                                      |  |  |       |  |  |                                                   |  |  |                                   |  |
|                                                    | Gustavo Adolfo di Nassau-Saarbrücken | Guglielmo Luigi di Nassau-Saarbrücken         |                                                      |  |  |       |  |  |                                                   |  |  |                                   |  |
|                                                    | Gustavo Adolfo di Nassau-Saarbrücken | Anna Amalia di Baden-Durlach                  |                                                      |  |  |       |  |  |                                                   |  |  |                                   |  |
| Luigi Crato di Nassau-Saarbrücken                  | Gustavo Adolfo di Nassau-Saarbrücken |                                               |                                                      |  |  |       |  |  |                                                   |  |  |                                   |  |
|                                                    |                                      | Eleonora Clara di Hohenlohe-Neuenstein        | Kraft III di Hohenlohe-Neuenstein                    |  |  |       |  |  |                                                   |  |  |                                   |  |
|                                                    |                                      | Eleonora Clara di Hohenlohe-Neuenstein        | Kraft III di Hohenlohe-Neuenstein                    |  |  |       |  |  |                                                   |  |  |                                   |  |
|                                                    |                                      | Eleonora Clara di Hohenlohe-Neuenstein        | Sofia del Palatinato-Zweibrücken-Birkenfeld          |  |  |       |  |  |                                                   |  |  |                                   |  |
| Carolina di Nassau-Saarbrücken                     |                                      | Eleonora Clara di Hohenlohe-Neuenstein        |                                                      |  |  |       |  |  |                                                   |  |  |                                   |  |
|                                                    |                                      | Enrico Federico di Hohenlohe-Langenburg       | Filippo Ernesto di Hohenlohe-Langenburg              |  |  |       |  |  |                                                   |  |  |                                   |  |
|                                                    |                                      | Enrico Federico di Hohenlohe-Langenburg       | Filippo Ernesto di Hohenlohe-Langenburg              |  |  |       |  |  |                                                   |  |  |                                   |  |
|                                                    |                                      | Enrico Federico di Hohenlohe-Langenburg       | Anna Maria di Solms-Sonnenwalde                      |  |  |       |  |  |                                                   |  |  |                                   |  |
| Filippina Enrichetta di Hohenlohe-Langenburg       |                                      | Enrico Federico di Hohenlohe-Langenburg       |                                                      |  |  |       |  |  |                                                   |  |  |                                   |  |
|                                                    |                                      | Giuliana Dorotea di Castell-Remlingen         | Wolfgang Giorgio I di Castell-Remlingen              |  |  |       |  |  |                                                   |  |  |                                   |  |
|                                                    |                                      | Giuliana Dorotea di Castell-Remlingen         | Wolfgang Giorgio I di Castell-Remlingen              |  |  |       |  |  |                                                   |  |  |                                   |  |
|                                                    |                                      | Giuliana Dorotea di Castell-Remlingen         | Sofia Giuliana di Hohenlohe-Waldenburg               |  |  |       |  |  |                                                   |  |  |                                   |  |
|                                                    |                                      | Giuliana Dorotea di Castell-Remlingen         |                                                      |  |  |       |  |  |                                                   |  |  |                                   |  |